# Labeo nunensis
Labeo nunensis is een  straalvinnige vissensoort uit de familie van de eigenlijke karpers (Cyprinidae). De wetenschappelijke naam van de soort is voor het eerst geldig gepubliceerd in 1929 door Jacques Pellegrin.
De soort staat op de Rode Lijst van de IUCN als niet bedreigd, beoordelingsjaar 2009.